# 三店镇
三店镇，是中华人民共和国河南省周口市項城市下辖的一个乡镇级行政单位。1965年建立三张店人民公社。1983年撤社建乡，改设三张店乡。2011年12月，三张店乡撤销，改为三店镇。

## 行政区划
三店镇下辖以下地区：
三店村、大丁村、新寨村、张寨村、李庄村、坡龚村、田集村、纪韩村、绰刘村、夏寨村、陈张村、杨楼村、盛营村、黄庄村、夏庄村、任庄村、大赵村、杨岗村、贾代村、大曲村、石庙村、马庄村、张庄村、双黄村和裴庄村。